# Acanthodelta thomensis
Acanthodelta thomensis är en fjärilsart som beskrevs av Louis Beethoven Prout 1927. Acanthodelta thomensis ingår i släktet Acanthodelta och familjen nattflyn. Inga underarter finns listade i Catalogue of Life.